# Sonate D-Dur für Violine Solo (Prokofjew)
Die Sonate D-Dur op. 115 für Violine Solo ist ein kammermusikalisches Werk des russischen Komponisten Sergej Prokofjew von 1947.
Prokofjew schrieb die Sonate D-Dur op. 115 für Violine Solo für das Unisono-Spiel eines Ensembles von jungen Geigern, das unisono Solokonzerte von Bach, Händel und anderen Komponisten spielte. Es kam in ihm die Idee auf, ein sowjetisches Werk speziell für ein Geigen-Unisono zu schreiben. Prokofjew wählte für seine Sonate eine miniaturhafte Form von drei Sätzen, ein Allegro in Sonatenform, langsame Variationen und ein schnelles Finale, alles in einer einfachen, jungen Musikern zugänglichen Faktur.